# Horodok, Rujîn
Horodok (în ucraineană Городок) este o comună în raionul Rujîn, regiunea Jîtomîr, Ucraina, formată numai din satul de reședință.

## Demografie
Componența lingvistică a comunei Horodok
     Ucraineană (99,46%)
     Alte limbi (0,54%)
Conform recensământului din 2001, majoritatea populației comunei Horodok era vorbitoare de ucraineană (99,46%), existând în minoritate și vorbitori de alte limbi.